# یوری رودیک
یوری رودیک (اوکراینی: Юрій Рудик؛ زادهٔ ۱۱ نوامبر ۱۹۹۱) اسکیت‌باز نمایشی اهل اوکراین است.

## حرفه
وی همچنین از اسکیت‌بازان نمایشی در بازی‌های المپیک زمستانی ۲۰۱۴ بوده است. 